# Nanna articulata
Nanna articulata är en tvåvingeart som först beskrevs av Becker 1894.  Nanna articulata ingår i släktet Nanna och familjen kolvflugor. Arten är reproducerande i Sverige. Inga underarter finns listade i Catalogue of Life.

## Bildgalleri

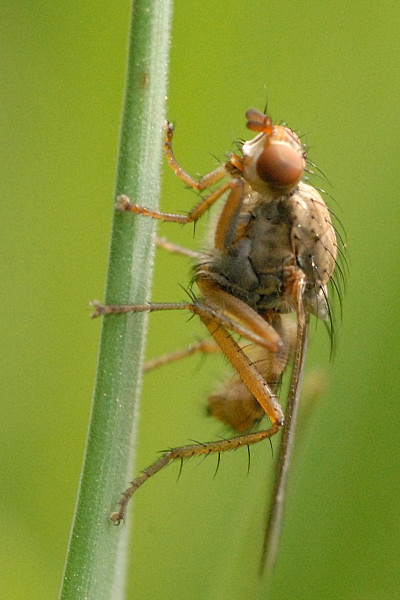
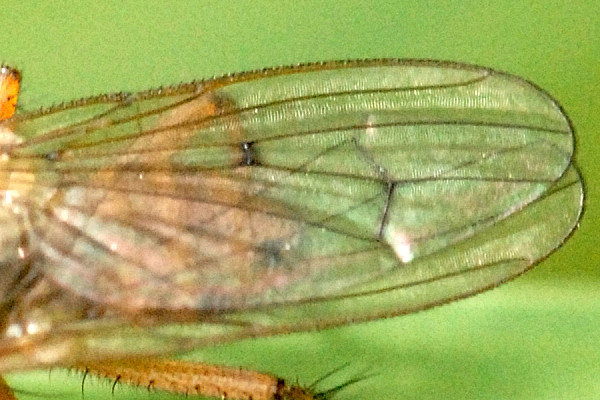